# Caloscarta basirubra
Caloscarta basirubra is een halfvleugelig insect uit de familie schuimcicaden (Cercopidae). De wetenschappelijke naam van deze soort is voor het eerst geldig gepubliceerd in 1929 door Kato.